# Germain Derycke
Germain Derycke (ur. 2 listopada 1929 w Bellegem, zm. 13 stycznia 1978 tamże) – belgijski kolarz szosowy, dwukrotny medalista mistrzostw świata.

## Kariera
Pierwszy sukces w karierze Germain Derycke osiągnął w 1952 roku, kiedy wygrał kolarski wyścig jednodniowy Halle–Ingooigem. W 1953 roku zdobył srebrny medal w wyścigu ze startu wspólnego podczas mistrzostw świata w Lugano. W zawodach tych wyprzedził go jedynie Włoch Fausto Coppi, a trzecie miejsce zajął inny Belg, Stan Ockers. Na rozgrywanych dwa lata później mistrzostwach świata we Frascati był trzeci w tej samej konkurencji. Tym razem lepsi okazali się Stan Ockers oraz Jean-Pierre Schmitz z Luksemburga. Ponadto wygrał między innymi Tour d'Algérie i Paryż-Roubaix w 1953 roku, La Flèche Wallonne i Dwars door Vlaanderen w 1954 roku, Mediolan-San Remo w 1955 roku, Liège-Bastogne-Liège, Tre Valli Varesine i Berner Rundfahrt w 1957 roku, a w 1958 roku był najlepszy w Grand Prix de Monaco i Ronde van Vlaanderen. Trzykrotnie startował w Tour de France, najlepszy wynik osiągając w 1951 roku, kiedy wygrał jeden etap i zajął 43. miejsce w klasyfikacji generalnej. Siedem lat później zajął 54. miejsce w Giro d'Italia. Nigdy nie wystąpił na igrzyskach olimpijskich. W 1961 roku zakończył karierę.